# SS-520
SS-520 est une fusée-sonde japonaise de grande taille utilisée pour lancer des expériences scientifiques dans la très haute atmosphère. Elle peut effectuer un vol suborbital culminant à 800 km avec une charge utile de 140 kg. Son premier vol a eu lieu en 1998. L'Institut des sciences spatiales et astronautiques, qui gère l'activité spatiale scientifique au Japon, a décidé de tester le concept de nano-lanceur en mettant en œuvre, début 2017, une version de la fusée-sonde équipée d'un troisième étage lui donnant la capacité de placer en orbite une masse de 4 kg. Après un premier échec début 2017, cette version réussit à placer un nano-satellite sur orbite le 3 février 2018. Avec une masse de 2,6 tonnes, il devient le plus petit lanceur jamais conçu reprenant le record de la Lambda 4S également japonaise.

## Contexte

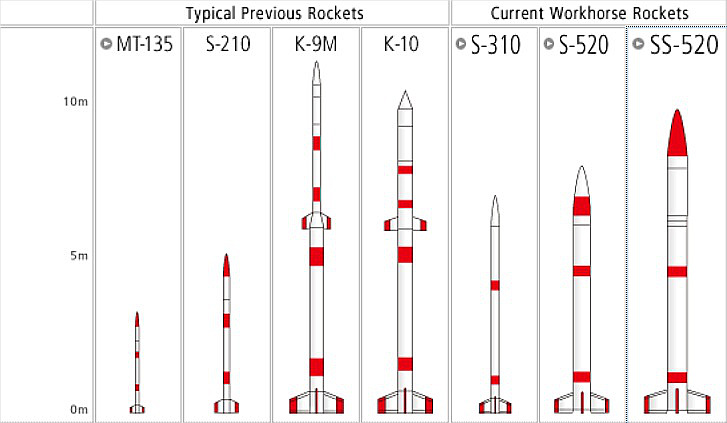
Les différents modèles de fusées-sondes développées par le Japon en activité ou retirées.

La branche scientifique ISAS de l'agence spatiale japonaise JAXA développe depuis les années 1960 des fusées-sondes qui sont lancées dans le cadre de campagnes annuelles pour faire voler sur des trajectoires suborbitales des expériences scientifiques. La SS-520 fait partie des fusées-sondes en activité qui comprennent également les S-310 et  S-520. Ces fusées-sondes sont fabriquées par la société IHI Aerospace spécialiste japonais de la propulsion à propergol solide dont elle développe des applications à des fins spatiales et militaires.

## Historique et performances
La fusée-sonde SS-520 (référence à son diamètre de 52 cm) est la plus puissante des fusées-sondes japonaises en activité. Elle permet de lancer sur une trajectoire suborbitale culminant à 800 km une charge utile de 140 kg. Fin 2016, seuls deux exemplaires ont été lancés, le premier en 1998 depuis la base de lancement japonaise d'Uchinoura utilisée par l'ISAS, le second en 2000 depuis l'archipel de Svalbard en Norvège. Deux tirs sont prévus en 2017.
|                | S-310  | S-520     | SS-520 | SS-520-4     |
| -------------- | ------ | --------- | ------ | ------------ |
| Longueur       | 7,1 m  | 8 m       | 9,65 m | 9,54 m       |
| Diamètre       | 0,31 m | 0,52 m    | 0,52 m | 0,52 m       |
| Masse          | 0,7 t. | 2,1 t.    | 2,6 t. | 2,6 t.       |
| Etages         | 1      | 1         | 2      | 3            |
| Altitude       | 150 km | 300 km    | 800 km | orbite basse |
| Charge utile   | 50 kg  | 95/150 kg | 140 kg | 4 kg         |
| Vol inaugural  | 1975   | 1980      | 1998   | 2017         |
| Nombre de tirs | 55     | 32        | 2      | 2            |

## Caractéristiques techniques
La fusée-sonde comporte deux étages à propergol solide : 
- Le premier étage est constitué par la fusée-sonde S-520. Sa masse est de 1 587 kg. La poussée est de 143 kN et la durée de la combustion est de 31,7 secondes. Le corps de la fusée est réalisé en acier HT-140. La tuyère a un rapport de section de 8.
- Le deuxième étage a une masse de 325 kg et la durée de combustion est de 25,6 secondes. Comme le premier étage, il est stabilisé par rotation. Le corps complet de l'étage est réalisé en polymère renforcé de fibres de carbone.

La fusée-sonde est tirée depuis une rampe de lancement.

## Version nano-lanceur
Pour le troisième vol SS-520-4, programmé début 2017, l'ISAS décide de tester le concept de nano-lanceur (lanceur de satellite de quelques kilogrammes). En ajoutant un troisième étage d'une masse de 78 kg avec une durée de combustion de 25,6 secondes, la fusée-sonde fait passer la vitesse de sa charge utile limitée à un nano-satellite de 4 kg  de 3,6 à 8,1 km/s ce qui est suffisant pour satelliser sur une orbite basse de 180 × 1 500 km avec une inclinaison orbitale de 31°.
| Temps écoulé | Événement                                       | Altitude | Vitesse  | Distance parcourue |
| ------------ | ----------------------------------------------- | -------- | -------- | ------------------ |
| 0 s          | Décollage                                       | 0 km     | 0 km/s   |                    |
| 31,7 s       | Extinction du premier étage                     | 26 km    | 2 km/s   | 9 km               |
| 1 min 5 s    | Séparation de la coiffe                         | 78 km    | 1,7 km/s | 28 km              |
| 1 min 7 s    | Séparation du premier étage                     | 79 km    | 1,7 km/s | 29 km              |
| 2 min 37 s   | Orientation et mise en rotation du second étage | 94 km    | 1,6 km/s | 35 km              |
| 2 min 50 s   | Mise à feu du second étage                      | 174 km   | 1,1 km/s | 86 km              |
| 3 min 14 s   | Extinction du second étage                      | 182 km   | 3,6 km/s | 132 km             |
| 3 min 45 s   | Séparation du second étage                      | 186 km   | 3,6 km/s | 229 km             |
| 3 min 48 s   | Mise à feu du troisième étage                   | 186 km   | 3,6 km/s | 238 km             |
| 4 min 14 s   | Extinction du troisième étage                   | 185 km   | 8,1 km/s | 358 km             |
| 7 min 30 s   | Séparation du satellite                         | 201 km   | 8,1 km/s | 1 818 km           |

### Premier vol (janvier 2017)
La charge utile retenue est le CubeSat 3U TRICOM 1 développé par l'Université de Tokyo qui doit tester des équipements de communication et d'observation de la Terre. Le lancement qui a lieu le 14 janvier est un échec. 24 secondes après la mise à feu du premier étage, la liaison radio avec le lanceur est perdue. Les opérateurs peuvent constater visuellement que la séparation du premier étage s'est bien effectuée mais ne peuvent déclencher par radio comme prévu la mise à feu du deuxième étage. Après avoir culminé à 200 km le lanceur retombe dans l'océan Pacifique à faible distance du site de lancement. L'analyse du signal radio des télémesures transmises avant l'interruption des liaisons et des simulations effectuées au sol identifient comme origine probable de la perte de la liaison radio un court-circuit provoqué par le cisaillement de câbles électriques circulant à l'extérieur du deuxième étage. Ceux-ci relient la case à équipements située au niveau du troisième étage et le premier étage. Ils servent à l'alimentation en énergie électrique et au contrôle du lanceur. L'installation est relativement rudimentaire pour des raisons de coût et les câbles émergent à travers une simple ouverture pratiquée dans l'enveloppe en aluminium à la base du troisième étage en effectuant un S. Selon la théorie des ingénieurs japonais, les vibrations de la phase propulsée ont généré des frictions qui par abrasion contre les contours de l'orifice pratiqués dans l'aluminium ont dénudé des câbles et provoqué un court-circuit.

### Deuxième vol (février 2018)
Après le premier échec, la JAXA décide en février 2017 de programmer une nouvelle tentative pour 2018. Le coût de cet essai est évalué à un montant compris entre 300 et 500 millions de yens (entre 2,5 et 4,2 millions €) et est pris en charge partiellement par des entreprises privées. Le SS-520  est lancé avec succès le 2 février 2018 à  5 h 3 Temps universel coordonné depuis le centre spatial d'Uchinoura. Il place sa charge utile sur une orbite basse de 200 km. Celle-ci est constituée du CubeSat 3U TRICOM-1R (en) de trois kilogrammes une réplique du satellite embarqué lors du premier vol. TRICOM-1R est conçu et réalisé par l'Université de Tokyo qui emporte cinq caméras permettant de réaliser des photos de la surface terrestre. Le satellite qui est alimenté en énergie par des cellules solaires fixées sur son corps et est stabilisé par rotation a une durée de vie  1 à 3 mois limitée par le frottement de l'atmosphère résiduelle qui devrait entrainer l'abaissement progressif de son orbite et sa destruction durant sa rentrée atmosphérique[réf. souhaitée].
Avec ses 2,6 tonnes, SS-520 est le plus petit lanceur de satellites jamais conçu. Le lanceur le plus petit jamais réalisé jusque là était également une fusée japonaise, la Lambda-4S, d'une masse de 9,4 tonnes et d'une longueur de 16,5 mètres qui avait placé sur orbite le premier satellite artificiel japonais en 1970.
Le Japon n'a pas annoncé de plans pour d'autres lancements orbitaux avec le SS-520, mais le projet est une expérience que la JAXA et l'industrie spatiale japonaise espèrent conduire à un système de lancement pour nanosatellite opérationnel à l'avenir.